# Museu do Colo-Colo

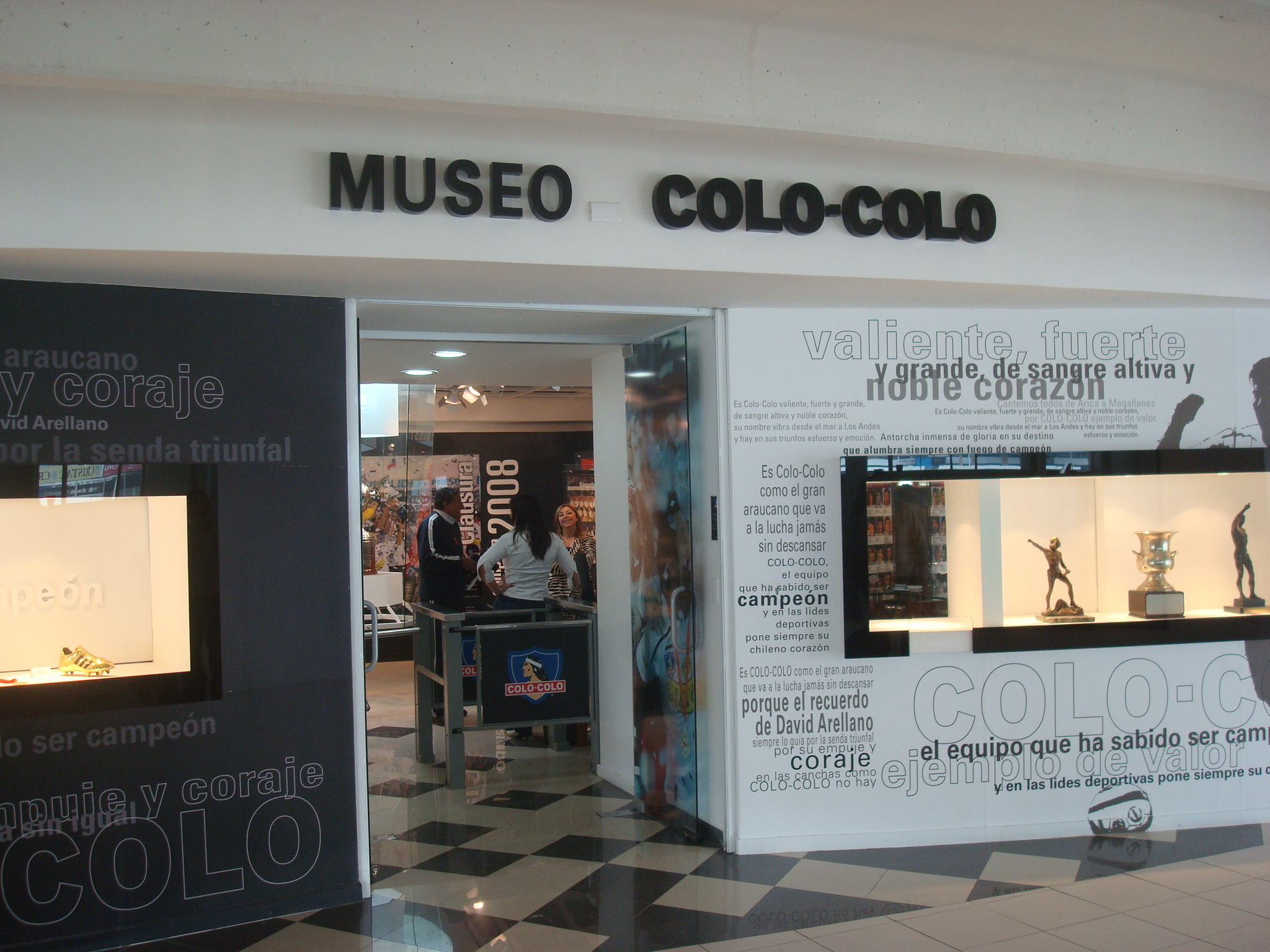
Entrada do Museu do Colo-Colo

O Museu do Colo-Colo foi inaugurado em Junho de 2009 e está situado no setor Oceano do Estádio Monumental. Possui uma área de 250 m² e capacidade para 50 pessoas. Abriga os troféus do campeonato chileno de futebol ganhos pelo Colo-Colo, a réplica da Taça Libertadores da América de 1991, as camisas usadas pelo clube, um modelo de estádio. Também fez uma menção especial ao campeonato invicto em 1937 e 1941, o Colo-Colo 73, o tricampeonato entre 1989 e 1991 e o tetracampeonato entre 2007 e 2008.